# Kiba, l'enfer des sabres
Pour plus de détails, voir Fiche technique et Distribution.
Kiba, l'enfer des sabres (牙狼之介: 地獄斬り, Kiba Ōkaminosuke: Jigoku giri) est un film japonais réalisé par Hideo Gosha, sorti en 1967.

## Fiche technique
Sauf indication contraire, les informations mentionnées dans cette section peuvent être confirmées par la base de données cinématographiques IMDb,  présente dans la section « Liens externes ».
- Titre original : 牙狼之介: 地獄斬り (Kiba Ōkaminosuke: Jigoku giri?)
- Titre français : Kiba, l'enfer des sabres
- Réalisation : Hideo Gosha
- Scénario : Norifumi Suzuki et Kei Tasaka
- Direction artistique : Akira Yoshimura
- Décors : Sumiomi Shibata
- Costumes : Yuzuru Mori
- Photographie : Sadaji Yoshida
- Montage : Kôzô Horiike
- Musique : Toshiaki Tsushima
- Société de production : Toei
- Pays d'origine : Japon
- Format : Noir et blanc - 2,35:1 - Mono
- Genre : action, aventure, drame
- Durée : 72 minutes
- Date de sortie :
  - Japon : 13 mai 1967

## Distribution
- Isao Natsuyagi : Kiba Ôkaminosuke
- Ichirō Nakatani : Ikkaku